# Casimir d'Angosse
Pour les articles homonymes, voir Angosse.
Claude-Alexandre-Casimir d'Angosse est un homme politique français, né le 14 mai 1779 à Paris et décédé le 13 septembre 1838 à Pau (Pyrénées-Atlantiques).

## Biographie
Le comte Casimir d'Angosse est le fils de Jean-Paul, marquis d'Angosse (1732-1798) et de  Pétronille d'Usson de Bonnac (c.1749-1814). Il fit ses études au collège de Sorèze et devint haut fonctionnaire sous l'Empire : auditeur au Conseil d'État en 1809, puis sous-préfet à Pau, de 1811 à 1815.
La Restauration le renvoya à la vie privée et il se consacra à ses terres, dans le Vic-Bilh.
Le 24 novembre 1827, Casimir d'Angosse fut élu député des Basses-Pyrénées. Il siégea au centre-droit et s'associa à l'« adresse irrespectueuse » votée par 221 députés, qui demandaient un régime parlementaire. Cette audace n'empêcha pas sa réélection le 3 juillet 1830. Il fut également conseiller général du Gers.
À la mort de son frère aîné Charles, en 1835, il reçut la nue-propriété des forges de la vallée de l'Ouzom dont l'usufruit alla à Armand.
Le 3 octobre 1837, un décret de Louis-Philippe l'appela à la Chambre des pairs, mais il n'y siégea que peu de temps et mourut l'année suivante.
Casimir d'Angosse avait épousé Rose d'Arcangues (1793-1817) et eut un fils, Charles, marquis d'Angosse (1816-1873).

## Écrits
- Observations relatives à l'impôt sur les vins et eaux-de-vie, Paris, imprimerie de Guiraudet, 1829, 38 p.
- Notices sur la vallée d’Ossau, en Béarn, Pau, 1838, 104 p.